# Perovič
Perovič je priimek več znanih Slovencev:
- Tomaž Perovič, politolog, novinar in TV-delavec
- Željko Perovič (*1962), jadralec